# Partula hyalina
Partula hyalina е вид коремоного от семейство Partulidae. Видът е световно застрашен, със статут Уязвим.

## Разпространение
Разпространен е във Френска Полинезия (Дружествени острови). Внесен е в Острови Кук.